# نجد حظي (الرضمة)

تعديل مصدري - تعديل

نجد حظي محلة تابعة لقرية بيت الاقرع، التابعة لعزلة كحلان بمديرية الرضمة إحدى مديريات محافظة إب في الجمهورية اليمنية.، بلغ تعداد سكانها 48 حسب تعداد اليمن لعام 2004.